# Sporophila melanops
El espiguero encapuchado, o capuchino de bananal, (Sporophila melanops) es una especie que integra el género: Sporophila, de la familia Thraupidae. Esta ave se distribuye en el centro-norte de América del Sur. Se ha postulado que la especie podría ser un híbrido o morfo de color de Sporophila nigricollis. 

## Distribución y hábitat
Se extiende de manera endémica en el centro norte del Brasil. Habita en sabanas pantanosas y pastizales húmedos.

## Conservación
Esta especie sólo se conoce por un macho adulto que fue colectado por Natterer en octubre de 1823, a 15 km al norte de Registro do Araguaia, sobre la costa oriental del río Araguaia, en el extremo centro-occidental del estado de Goiás. Se la cataloga como: en peligro crítico, aunque se presume que la especie se encuentra ya extinta.